# 川端晶子
川端 晶子（かわばた あきこ、1926年10月25日 - ）は、日本の食品学・食文化研究者。東京農業大学名誉教授。
福井県出身。1947年日本女子大学家政学部卒、1965年から1967年までフランス国立農学研究所客員研究員（フランス政府給費留学）、1970年東京農業大学助教授、1977年「果実ペクチンの化学的性状ならびに物性に関する研究」で東農大農学博士、同年教授、1997年定年退任、名誉教授。1982年フィリピン大学食品工学研究所客員教授、1996年食学研究所設立。日本家政学会賞、日本応用糖質学会賞、日本調理科学会賞受賞。

## 著書
- 『食品物性学 レオロジーとテクスチャー』建帛社 1989年
- 『秋海棠 つれづれの記』講談社出版サービスセンター (製作) 1997年
- 『調理のサイエンス どうしておいしくなるのかな?』柴田書店 2000年
- 『レモンでイキイキ 美と健康のミラクルパワー』講談社 2000年
- 『いま蘇るブリア＝サヴァランの美味学』東信堂 2009年

### 共著編
- 『献立概論』赤羽正之,小野房子共著 医歯薬出版 1971年
- 『最新調理学』編集 学建書院 1980年
- 『調理学』寺元芳子共編 地球社 1982年
- 『応用自在な調理の基礎 フローチャートによる系統的実習書 日本料理篇』河内一行共編著 家政教育社 1984年
- 『調理学用語辞典』寺元芳子共編著 建帛社 1985年
- 『応用自在な調理の基礎 フローチャートによる系統的実習書 西洋料理篇』編著 家政教育社 1988年
- 『調理学』畑明美共著 建帛社 新栄養士課程講座 1990年
- 『いま蘇る味の世界 東佐誉子の人とことば』林定子共編 講談社出版サービスセンター 1992年
- 『食生活論』村山篤子,江沢郁子,佐原真,山田三郎,山本恭子共著 建帛社 生活科学双書 1992年
- 『サイコレオロジーと咀嚼 食べ物のおいしさ その文化と科学』斎藤滋共責任編集 建帛社 1995年
- 『調理学実験』大羽和子共編 学建書院 1995年
- 『21世紀の調理学 6　調理工学』矢野俊正共編著 建帛社 1996年
- 『21世紀の調理学 1　調理文化学』大塚滋共編著 建帛社 1996年
- イラストでわかる基本調理』監修・著 阿久澤さゆり 阿部芳子,大迫早苗,猪俣美知子,太田信子著 同文書院 生活科学シリーズ 1997年
- 『21世紀の調理学 7　環境調理学』木村修一,山口貴久男共編著 建帛社 1997年
- 『21世紀の調理学 2　献立学』熊倉功夫共編著 建帛社 1997年
- 『21世紀の調理学 4　食品調理機能学』田村真八郎共編著 建帛社 1997年
- 『食品のテクスチャー評価の標準化』日本食品科学工学会監修 森友彦共編纂 光琳 1997年
- 『21世紀の調理学 3　美味学』増成隆士共編著 建帛社 1997年
- 『21世紀の調理学 5　臨床調理学』豊川裕之共編著 建帛社 1997年
- 『応用自在な調理の基礎 フローチャートによる系統的実習書 中国料理篇』澤山茂共編著 家政教育社 1998年
- 『新しい調理学』大羽和子共編 学建書院 1999年
- 『新しい食学をめざして 調理学からのアプローチ』吉田集而共編著 建帛社 2000年
- 『禅と食の対話 作る心・食べる心 女性たちの井戸端会議』中村璋八監修 関口千代,渡邊壽美江共編 ドメス出版 2001年
- 『食品とテクスチャー』編著 光琳選書 2003年
- 『調理科学実験』大羽和子共編著 学建書院 2003年
- 『健康食事学』畑明美共著 建帛社 Nブックス 2004年
- 『健康調理学』大羽和子共著 学建書院 2004年
- 『食生活デザイン』和田淑子共著 家政教育社 2004年
- 『食教育論 豊かな食を育てる』大村省吾共編 昭和堂 2005年
- 『おいしさの表現辞典』淵上匠子共編 東京堂出版 2006年
- 『時代とともに歩む新しい調理学』大羽和子,森高初惠共編 学建書院 2009年

## 論文
- Cinii